# Autonoé
Autonoé (řecky Αὐτονόη, latinsky Autonoe) je v řecké mytologii dcera thébského krále Kadma a jeho manželky Harmonie.
Autonoé byla matkou Aktaióna, proslulého lovce. Jednou na lovu měl osudovou příhodu: náhodou a nechtíc vstoupil do jeskyně, kde se bohyně lovu Artemis připravovala ke koupeli a mladík ji zastihl nahou. Družina nymf spustila zděšený pokřik a bohyně se na vetřelce rozhněvala.
Aby nemohl Aktaión o svém nevšedním zážitku někde vyprávět, potrestala ho Artemis tím, že ho proměnila v jelena, který v okamžení prchl.
Jeho trápení však tím nekončilo, na stopu mu přišla smečka jeho vlastních loveckých psů, kteří svého nepoznaného pána uštvali a roztrhali.